# 古代ギリシアの奴隷制

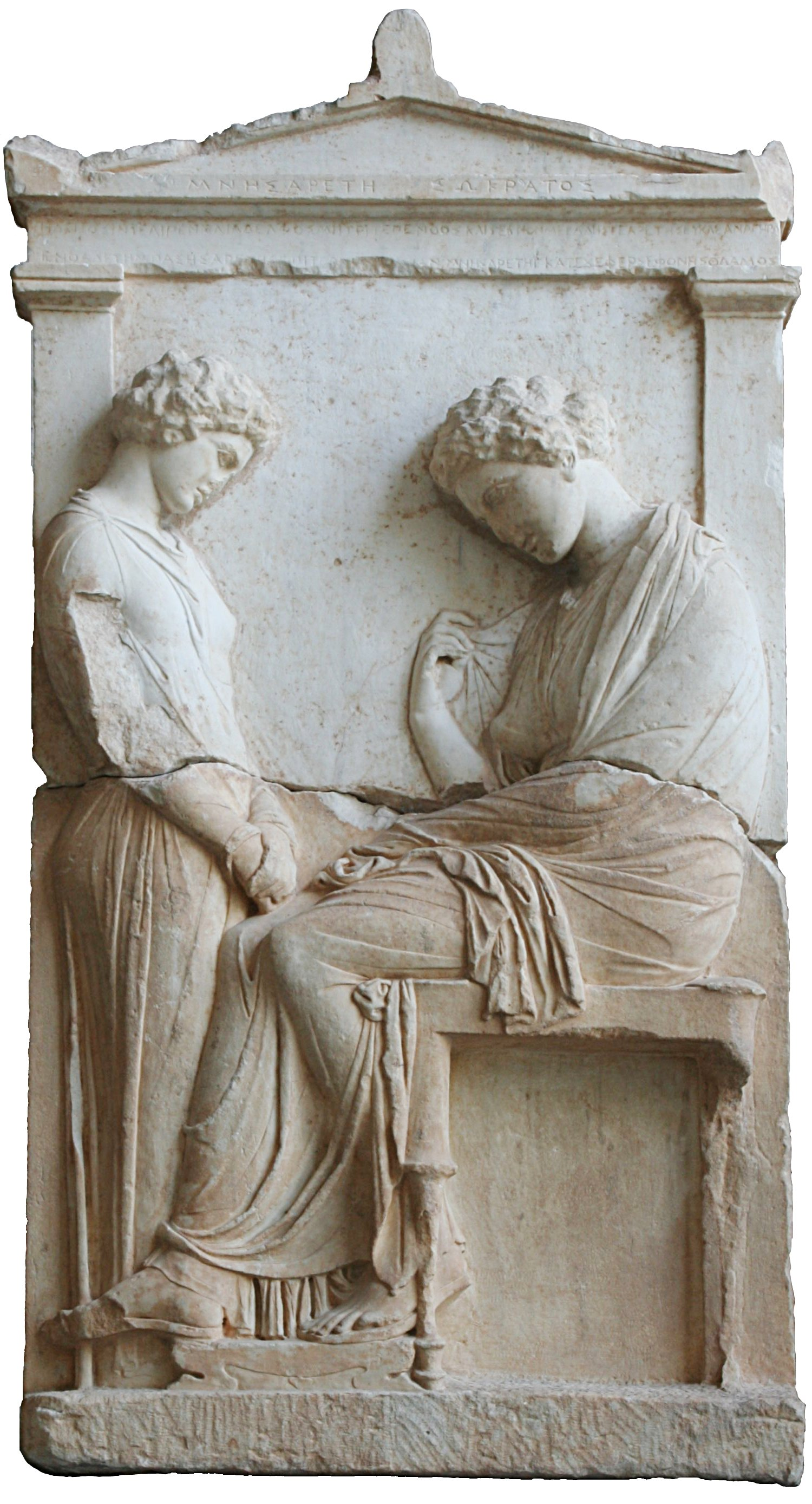
ソークラテースの娘ムネーサレテーの葬礼石碑。若い召使い（左）が死せる女主人に向き合っている。:en:Attica, 紀元前381年頃（グリュプトテーク, ミュンヘン）

古代ギリシアにおける奴隷制（英: Slavery in ancient Greece）においては、古代ギリシアの世界にあって、奴隷とはどのような存在であったのか、奴隷をめぐる、社会的、政治的、文化的な意味とありよう等について概説する。
同時代の他の多くの社会と同様に、古代ギリシアにあっては、奴隷制は社会的に許容された慣習であり制度であった。幾人かの古代ギリシアの著述家たちは（もっとも有名な処では、アリストテレースを含め）、奴隷制について、自然なことであり、必要な制度であるとも述べていた。この社会範型（パラダイム）は、ソクラテス的対話においてはとりわけ疑問視され、ストア派の人たちが、記録に残る最初の奴隷制に対する非難を行った。
奴隷は主として農業労働で使われたが、また石切場や鉱山でも使われ、家庭内の使用人・召使いとしても使われた。アテーナイは、紀元前5世紀及び6世紀において、8万人を超える最大の奴隷人口を持っていた。これは市民の一所帯あたり、平均して3人から4人の奴隷がいたことになる（ただし、貧しい家族の場合はそうではない）。奴隷は法律によって、政治に関与することが禁じられていた。政治に関与できるのは市民だけであった。
現代の歴史記述学の慣習は、チャッテル（動産的個人財産）としての奴隷と、土地に縛られたグループ（半奴隷的地位の人々）を区別している。前者は個人の所有物であり、奴隷である彼らは、社会における可動成員（自由成員）の対極として、財産の一部と見なされていた。後者はテッサリアにおけるペネスタイ（農奴的半自由民）、あるいはスパルタにおけるヘイロータイなどで、彼らは西欧中世の農奴により一層近い存在であった。チャッテルである奴隷は、自由を剥奪され所有者に従属することを強制された個人で、所有者は彼らを、他の形態の財産同様に、購入したり売却したり貸し出したりすることができた。
古代ギリシアにおける奴隷制度の学術的研究は、深刻な方法論的問題を抱え込んでいる。記録文書は脈絡がなく、きわめて断片的であり、主として都市国家アテーナイに焦点を当てている。この主題に特化して貢献しようという研究論文はなく、法律学は研究が財源をもたらす程度に応じて奴隷制に関心を持ったに過ぎなかった。古代ギリシアの喜劇と悲劇はステレオタイプを示すだけで、他方、図像学は奴隷と職人のあいだで実質的な識別を行わなかった。

## 用語

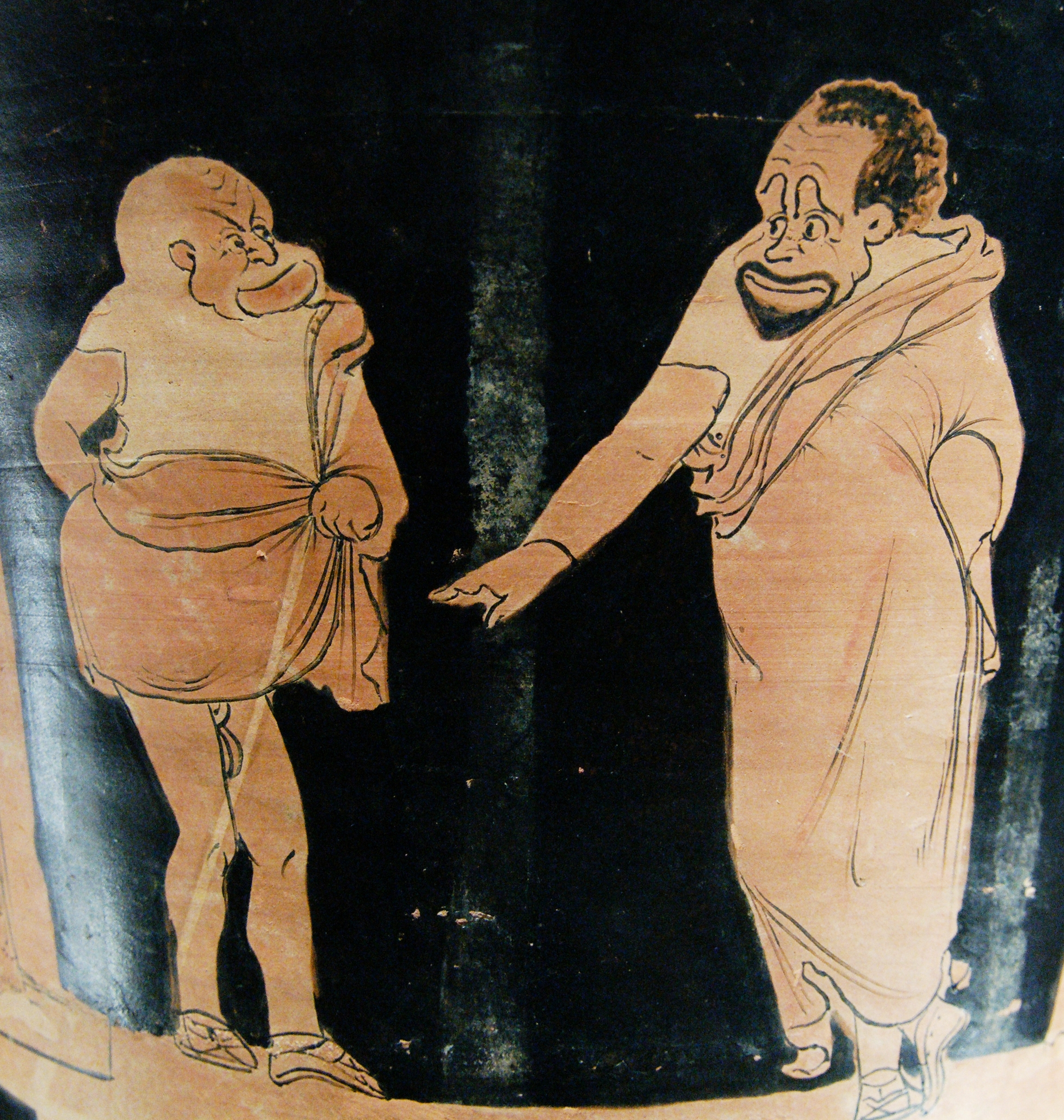
A master (right) and his slave (left) in a :en:phlyax play, Silician red-figured calyx-krater, 紀元前350年-前340年頃。ルーヴル美術館, パリ.

古代ギリシア人は奴隷を示すのに、幾つかの言葉を持っていたが、このため、本来の文脈から離れた場面で奴隷が研究対象となる場合、テクスト的な曖昧さが発生する。ホメーロス、ヘーシオドス、またメガラのテオグニスにおいては、奴隷はドゥモース（δμώς）と呼ばれていた。この用語は、一般的な意味を持っているが、しかしとりわけ戦利品として獲得された戦争の捕虜を指している。（換言すれば、財産としての奴隷である）。古典時代においては、ギリシア人はアンドラポドン（ἀνδράποδον）という言葉を頻用した。（文字通りには「人の足を持つもの・二本の足を持つもの」）。これは、テトラポドン（τετράποδον）つまり四足獣あるいは家畜などと対立する言葉として使われた。
奴隷を意味するもっとも普通の言葉は、ドゥーロス（δοῦλος）であり、「自由民」つまりエレウテロス（ἐλεύθερος）の反対語として使われる。より古いミュケーナイ時代の碑文等の刻印に現れる初期の形態としては、ド・エ・ロ（do-e-ro）が「男の奴隷」（あるいは「召使い・農奴」。線文字Bで：𐀈𐀁𐀫）であり、またド・エ・ラ（do-e-ra）が「女の奴隷」（あるいは「女召使い・女農奴」）である。動詞であるドゥーレウオー（δουλεὐω：意味「（わたしは）奴隷である」）は、支配権の別の形態、つまり都市が別の都市に優越したり、両親が子供たちに優越したりするような場合に、暗喩的に使用することができる（この言葉［ドゥーレウオー］は現代ギリシア語でも残っており、「働く・労働する」を意味する）。最後に、オイケテース（οἰκέτης）という用語がまた使われた。これは「家に住む者」という意味で、家庭内の召使い・使用人を示している。
これら以外で奴隷を表す言葉は、本来は別の概念を表し、特定・限定的な文脈で使われる時、奴隷の意味が出てくる。
- テラポーン（θεράπων）- ホメーロスの時代では、この言葉は「（身分ある）従者」を意味した（パトロクレースは、アキレウスの「従者」として作中で紹介され、メーリオネースもイードメネウスの従者である）。しかし古典時代には、この言葉は「召使い」を意味した。
- アコルートス（ἀκόλουθος）- 文字通りには「従属者」または「随伴する者」。また指小語のアコルーティスコス（ἀκολουθίσκος）は、召使いとしての小姓の少年である。
- パイス（παῖς）- 文字通りには「子供」。下働きの少年・雑役夫などの意味で使われる。また成人奴隷を軽蔑的に呼ぶ場合に使用される。
- ソーマ（σῶμα）- 文字通りには「身体」。（奴隷の）解放のような文脈において使われる。

## 奴隷制の起源

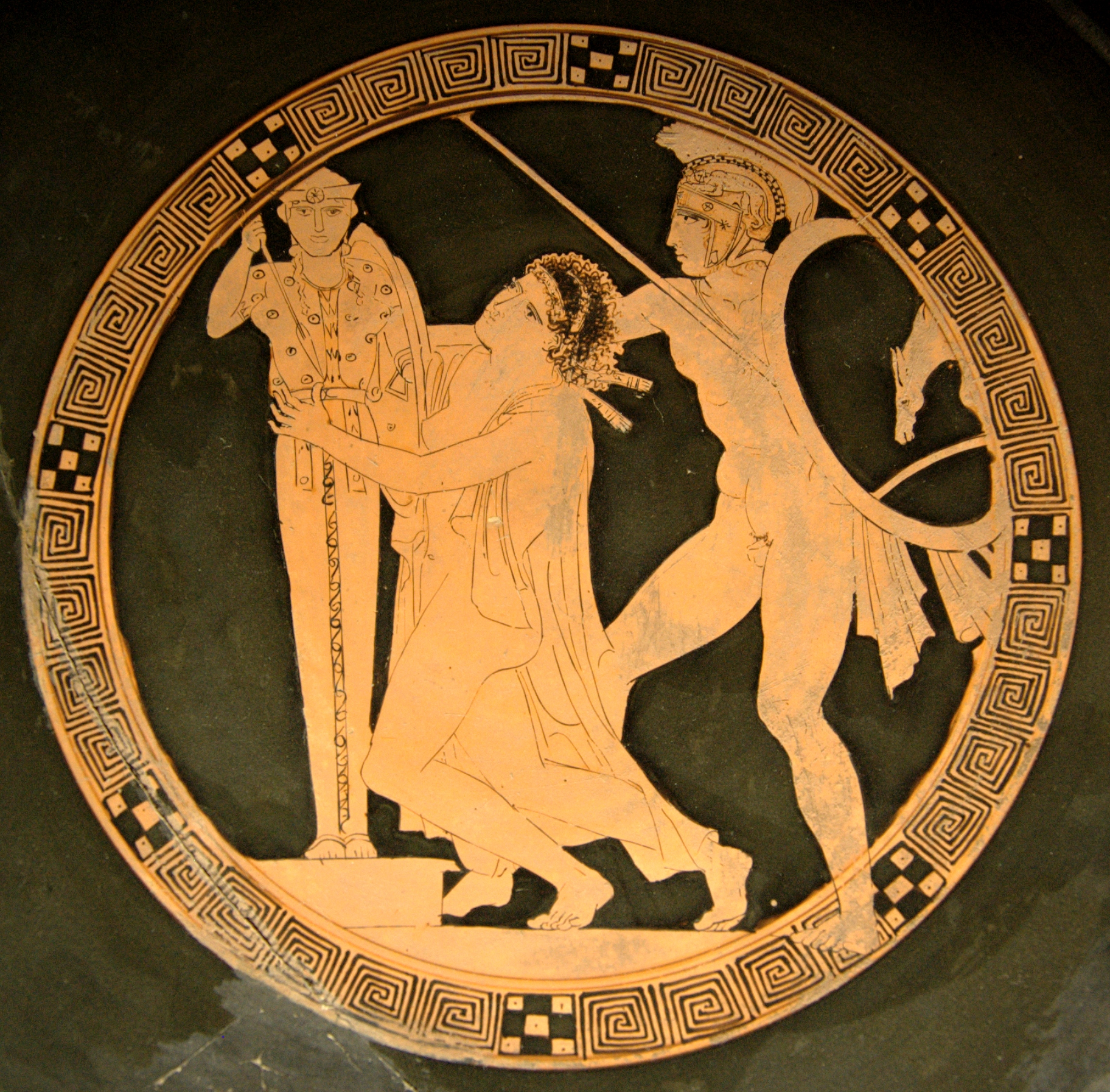
戦争の略奪品としての女。パラディオンに縋るカッサンドラーに暴行する小アイアース。赤絵式キュリクスのトンド（内側底面円図,en、絵師コドロス画

奴隷（ド・エ・オ）はミュケーナイ文明を通じて存在した。ピュロスより出土した多数のタブレットには、「ド・エ・オ」という言葉が合計140回使われているのが確認できる。二つの法的カテゴリが区別できる：「奴隷」（エオイオ, εοιο）と「神の奴隷」（テオイオ, θεοιο）である。この場合の神は、おそらくポセイドーン神である。神の奴隷は常に名前で言及され、自分自身の土地を所有している。彼らの法的地位は自由民の地位に近い。神への彼らの束縛の性質と起源は明確でない。通常の奴隷の名は、彼らのある者たちはキュティラ、ケオス、ハリカルナッソスからやってきたこと、そしておそらく彼らは海賊行為の結果として奴隷化されたことを表している。タブレットは、奴隷と自由民のあいだの和合（結婚）は普通のことで、奴隷は労働して土地を所有することができたことを示す。ミュケーナイ文明における重要な区分は、自由な個人と奴隷のあいだにあるというより、むしろ個人が宮殿のなかにあるか否かの違いのように思える。
続く（記事翻訳作成途上）